# Cydistomyia silviformis
Cydistomyia silviformis är en tvåvingeart som beskrevs av Taylor 1919. Cydistomyia silviformis ingår i släktet Cydistomyia och familjen bromsar. Inga underarter finns listade i Catalogue of Life.